# Aprostocetus elegantulus
Aprostocetus elegantulus är en stekelart som beskrevs av Graham 1987. Aprostocetus elegantulus ingår i släktet Aprostocetus och familjen finglanssteklar.
Artens utbredningsområde är:
- Frankrike.
- Sverige.

Arten är reproducerande i Sverige. Inga underarter finns listade i Catalogue of Life.